# 佩森 (亚利桑那州)
佩森（英文：Payson），是美国亚利桑那州希拉县下属的一座城市。面积约为19.47平方英里（约合50.4平方公里）。根据2010年美国人口普查，该市有人口15,301人，人口密度为786/平方英里。在建制上，该市属于“Town”。